# Туреано Джонсон
Туреано Декстер Джонсон (англ. Taureano Dexter Johnson; нар. 12 лютого 1984, Нассау (Багамські острови)) — багамський професійний боксер середньої ваги.

## Аматорська кар'єра
У 2007 році Джонсон на Пан-Американських іграх програв в чвертьфіналі, але зумів здобути олімпійську ліцензію на відбірковому турнірі.

### Виступ на Олімпіаді
(кат. до 69 кг)
- У першому раунді змагань переміг Роланда Мозеса (Гренада) — 18-3
- У другому раунді змагань переміг Олександра Стрецького (Україна) — 9-4
- У чвертьфіналі програв Ханаті Силаму (Китай) — 4-14

## Професіональна кар'єра
5 березня 2010 року дебютував на профірингу. Протягом 2010 - 2013 років здобув 14 перемог, з них 10 нокаутом, але 4 квітня 2014 року зазнав першої поразки технічним нокаутом від американця Стівенса Кертеса. 9 січня 2015 року в бою проти колумбійця Алекса Терана виграв вакантний титул срібного чемпіона WBC і вакантний титул інтерконтинентального чемпіона WBA в середній вазі.
25 серпня 2017 року в бою за звання обов'язкового претендента на титул чемпіона за версією IBF в середній вазі поступився технічним нокаутом українцеві Сергію Дерев'янченко.

30 жовтня 2020 року програв технічним рішенням непереможному мексиканцю Хайме Мунгуя (35-0, 28KO) в бою за вакантний титул інтерконтинентального чемпіона WBO в середній вазі.